# Celastrals
Les celastrals (Celastrales) són un ordre de plantes angiospermes. L'actual sistema APG IV de classificació de les angiospermes situa aquest ordre dins del clade de les fàbides, un subclade de les ròsides, i s'hi inclouen dues famílies amb més de 1300 espècies agrupades en un centenar de gèneres.

## Descripció
Són plantes herbàcies, lianes o arbres. Les fulles tenen estípules i sovint els marges dentats. Les flors són petites i agrupades en inflorescències cimoses, sovint tenen entre els estams un nectari en disc força prominent. Al gineceu l'ovari acostuma a ser trilocular. Les llavors són sovint arilades o alades.

## Taxonomia
Aquest ordre va ser publicat per primer cop l'any 1829 al segon volum de l'obra Handbuch zur Erkennung der nutzbarsten und am häufigsten vorkommenden Gewächse  (Manual per a reconèixer els conreus més útils i freqüents) pel botànic alemany Johann Heinrich Friedrich Link (1767-1851).

### Famílies
A la classificació del vigent sistema APG IV (2016), dins de l'ordre de les celastrals hi ha les dues famílies següents:
- Celastraceae R.Br.
- Lepidobotryaceae J.Léonard

## Història taxonòmica
La circumscripció d'aquest ordre ha variat radicalment arran de l'aparició de les classificacions basades en la filogènia, abans havia estat un grup molt heterogeni, amb famílies que avui dia es troben disperses dins del clade de les pentapètales (Pentapetalae).

### Sistema Cronquist
A un antic sistema de classificació com ara el Cronquist (1980), a l'ordre de les celastrals hi havia onze famílies:
- Celastraceae
- Geissolomataceae
- Hippocrateaceae
- Stackhousiaceae
- Salvadoraceae
- Aquifoliaceae
- Icacinaceae
- Aextoxicaceae
- Cardiopteridaceae
- Corynocarpaceae
- Dichapetalaceae

### Sistemes APG
La primera classificació filogenètica APG (1998) no va reconèixer l'ordre de les celastrals, la família de les celastràcies era dins del clade eurosids I. El sistema APG II (2003) va reconèixer l'ordre, dins del clade eurosids I de les ròsides, amb una circumscripció de tres famílies, Celastraceae, Parnassiaceae i Lepidobotryaceae. El sistema APG III (2009) va reduir el nombre de famílies a les dues actuals, es va ampliar la circumscripció de la família de les celastràcies per tal d'evitar el seu parafiletisme, tot incloent-hi petites famílies, com ara les Parnassiaceae.